# Amy Huberman
Amy Huberman es una actriz, guionista y novelista irlandesa, conocida por su papel como Daisy en la serie dramática de RTÉ, The Clinic. En 2018, comenzó a guionar y protagonizar la serie de comedia Finding Joy.

## Inicios y carrera
Huberman creció en Cabinteely, al sur de Dublín. Su padre Harold nació en Londres en una familia judía polaca, su madre Sandra es del condado de Wexford. Sus padres se casaron en 1974. Tiene un hermano mayor y otro menor; Uno de ellos, Mark Huberman, también es actor y trabajó en películas como Boy Eats Girl y en The Clinic como Kieran Miller.
Se educó en el Loreto College, Foxrock y tomó clases en la Betty Ann Norton Drama School. Después de la escuela, asistió a la University College Dublin (UCD) con la intención de convertirse en trabajadora social pero cuando descubrió la sociedad de teatro, su carrera tomó una dirección diferente.
Entre 2003 y 2009, Huberman interpretó el papel de Daisy O'Callaghan en la serie dramática de RTÉ, The Clinic. Sus apariciones en películas incluyen Satellites & Meteorites y A Film with Me in It, ambas lanzadas en 2008.
La primera novela de Huberman, Hello Heartbreak (ISBN 978-1844882144), fue publicada el 2 de julio de 2009. En 2018, Huberman comenzó a escribir y protagonizar la serie de comedia Finding Joy, como el personaje principal Joy.

## Vida personal
En julio de 2010, Huberman se casó con el excapitán de rugby de Irlanda Brian O'Driscoll en Lough Rynn Castle. La pareja tiene tres hijos: Sadie, Billy y Ted.

## Filmografía

### Cine
| Cine | Cine                    | Cine             | Cine                                                                |
| Año  | Título                  | Rol              | Notas                                                               |
| ---- | ----------------------- | ---------------- | ------------------------------------------------------------------- |
| 2002 | Bad Karma               | Jenny Pantelli   |                                                                     |
| 2005 | Showbands               | Bella            |                                                                     |
| 2006 | Showbands II            | Bella            |                                                                     |
| 2007 | Shattered               | Nicole Lawlor    |                                                                     |
| 2008 | Satellites & Meteorites | Lucinda          |                                                                     |
| 2008 | A Film with Me in It    | Sally            |                                                                     |
| 2009 | Legend of the Bog       | Hannah Ross      |                                                                     |
| 2010 | Rewind                  | Karen            | Ganadora de un premio IFTA a mejor actriz en una película           |
| 2010 | Three Wise Women        | Liz              |                                                                     |
| 2011 | Stella Days             | Elaine           | Nominada a un premio IFTA a mejor actriz de reparto en una película |
| 2012 | Chasing Leprechauns     | Sarah Cavanaugh  | Película para televisión (Hallmark Channel)                         |
| 2013 | The Stag                | Ruth             |                                                                     |
| 2016 | Kill Ratio              | Gabrielle Martin |                                                                     |
| 2016 | Handsome Devil          | Natalie Roche    |                                                                     |
| 2017 | Zoo                     | Emily Hall       |                                                                     |

### Televisión
| Televisión | Televisión              | Televisión                 | Televisión                                                                     |
| Año        | Título                  | Rol                        | Notas                                                                          |
| ---------- | ----------------------- | -------------------------- | ------------------------------------------------------------------------------ |
| 2001–2002  | On Home Ground          | Diane Collins              | 10 episodios                                                                   |
| 2006       | Dream Team 80's         | Ann Kavanagh               | 3 episodios                                                                    |
| 2007       | Inspector George Gently | Charlotte "Charlie" Dawson | Episodio: «Gently Go Man»                                                      |
| 2003–2009  | The Clinic              | Daisy O'Callaghan          | 62 episodios Nominada a un premio IFTA a mejor actriz de reparto en televisión |
| 2010       | Your Bad Self           | Ella misma                 | 6 episodios                                                                    |
| 2010       | Comedy Lab              | Ella misma                 | Episodio: «iCandy»                                                             |
| 2011–2012  | Threesome               | Alice                      | Papel principal (14 episodios)                                                 |
| 2014       | Moone Boy               | Senñorita Tivnan           | Episodio: «Moone Dance»                                                        |
| 2015       | Silent Witness          | Carol Mansfield            | Episodio: «Protection» (2 partes)                                              |
| 2016–2018  | Can't Cope, Won't Cope  | Kate                       | 5 episodios                                                                    |
| 2016       | Cold Feet               | Sarah Poynter              | 4 episodios                                                                    |
| 2017–2018  | Striking Out            | Tara Rafferty              | Papel principal (10 episodios)                                                 |
| 2018       | Butterfly               | Gemma                      | Papel principal (3 episodios)                                                  |
| 2018       | Finding Joy             | Joy                        | Papel principal (12 episodios)                                                 |
| 2019       | Flack                   | Celina Pope                | Episodio: «Dan»                                                                |